# Saropogon pseudojugulum
Saropogon pseudojugulum là một loài ruồi trong họ Asilidae. Saropogon pseudojugulum được Theodor miêu tả năm 1980. Loài này phân bố ở vùng Cổ Bắc giới.